# Prisma (óptica)

Descomposición de la luz al atravesar un prisma.

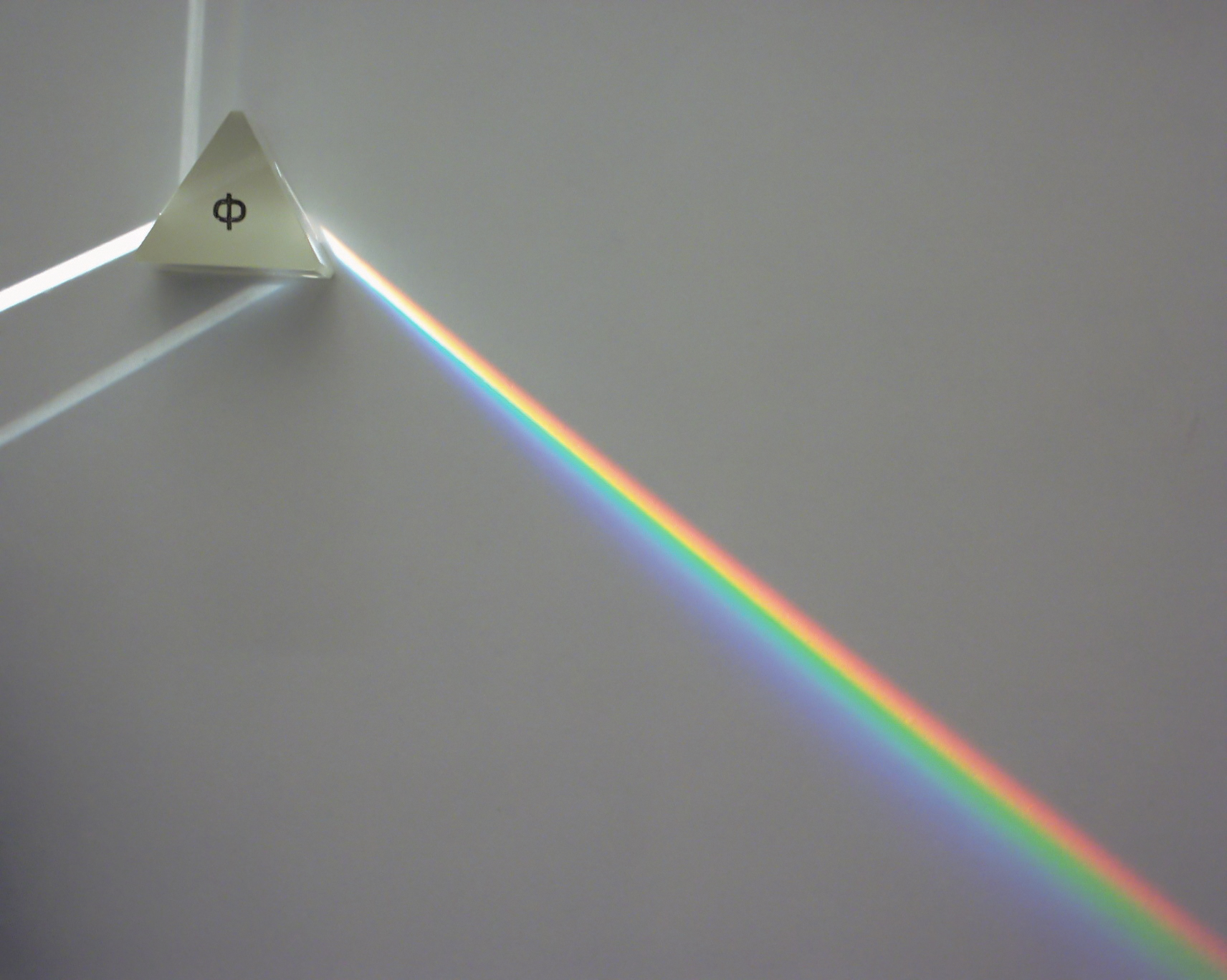
Dispersión en prisma.

Animación esquemática de un haz continuo de luz dispersado por un prisma. El haz blanco representa muchas longitudes de onda de luz visible, de las cuales se muestran 7, al atravesar un vacío a la misma velocidad c. El prisma hace que la luz se ralentice, curvando su camino por el proceso de refracción. Este efecto es más pronunciado en las longitudes de onda más cortas (como el extremo violeta) que en las longitudes de onda más largas (como el extremo rojo), dispersando así los componentes. Al salir del prisma, cada componente vuelve a la misma velocidad original y se refracta nuevamente.

En óptica, un prisma es un objeto capaz de refractar, reflejar y descomponer la luz en los colores del arcoíris. Generalmente, estos objetos tienen la forma de un prisma triangular, de ahí su nombre. En geometría, un prisma es un poliedro limitado por dos polígonos iguales y paralelos llamados bases, y varios paralelogramos llamados caras laterales.

## Historia

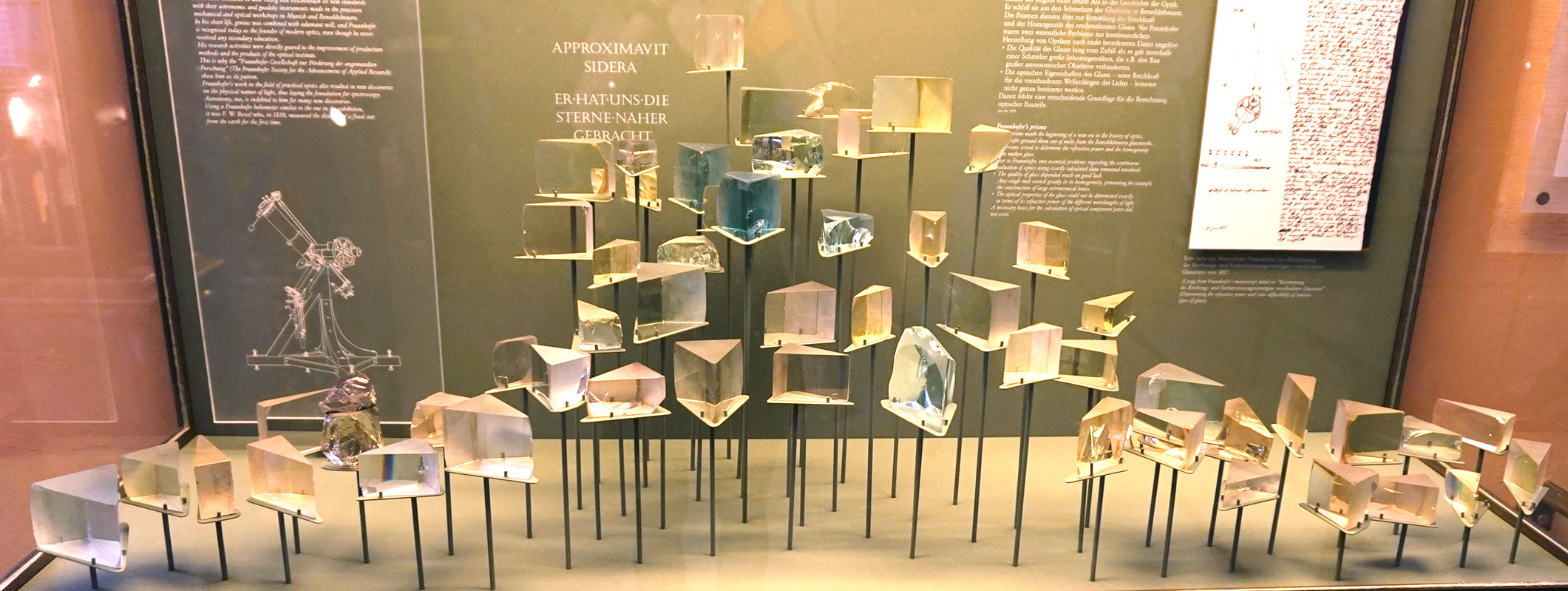
Los prismas utilizados por Fraunhofer para descubrir y contar las líneas Fraunhofer, que desde entonces se han utilizado como longitudes de onda de referencia.

Llamado vitrum trigonum desde la época de la Antigua Roma, se dice que un relato de Plinio el Viejo menciona su existencia en un pasaje que trata de un cristal tallado en prisma capaz de transformar la luz del sol en arco iris. La fabricación en esta época de cuentas de vidrio de forma prismática ha sido atestiguada en particular en el yacimiento de Ban Don Ta Phet (en tailandés: บ้านดอนตาเพชร), un sitio arqueológico de la Edad de Hierro en Amphoe Phanom Thuan en Tailandia. Estas cuentas, transparentes o translúcidas, se cortan deliberadamente en forma de prismas similares a los cristales naturales con una base triangular o hexagonal, por ejemplo. La existencia de prismas o elementos similares también está atestiguada por Séneca que menciona en su Questiones naturæ varillas de vidrio que sirven para transformar la luz en un arco iris, prismas que habrían sido muy utilizados en su época. Séneca, sin embargo, atribuía los colores del arco iris en esta época a falsos colores fugaces como los reflejos iridiscentes de las plumas de las palomas. En 1275, Vitellion reprodujo este fenómeno llenando un prisma de base hexagonal con agua, haciendo pasar la luz a través de él, la luz se descompone.

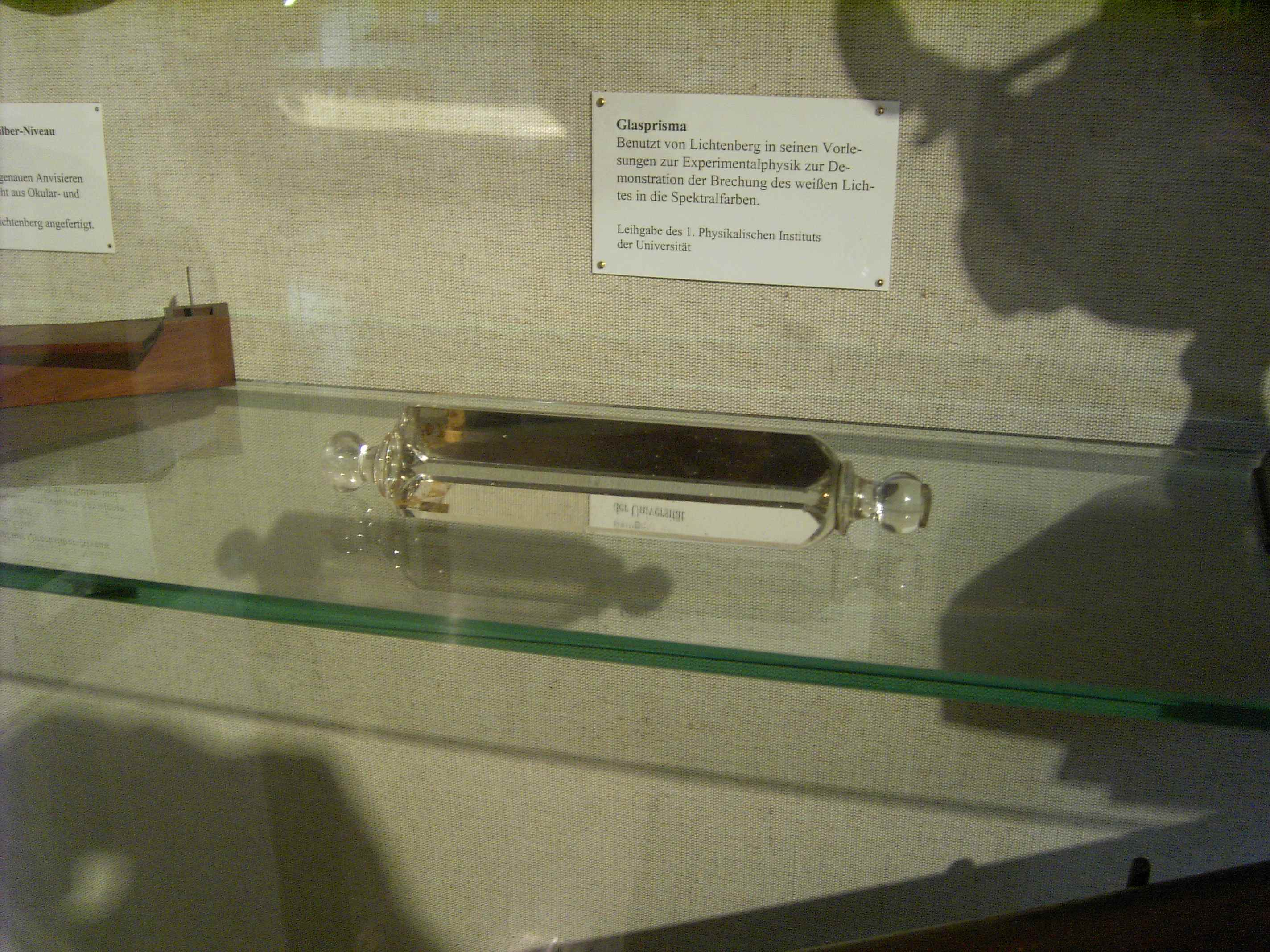
Un prisma del (Museo de Ciencias de la Universidad de Göttingen).

Aunque el prisma se conoce desde hace tiempo, la "transformación" de la luz solar en múltiples colores sigue sin explicarse y los colores se consideran hasta el siglo XVII como mezclas de luz y sombra. o como la mezcla de partículas de la superficie de los objetos con partículas de luz No fue hasta los experimentos de Isaac Newton, que trató de entender la deformación del rayo al salir del prisma en lugar de enfocar los colores, que se comprendió la descomposición del espectro. El rayo ovalado se deforma, lo que choca con las leyes de refracción de Snell-Descartes, conocidas en la época: el índice de refracción se consideraba único y específico del medio que modificaba la luz. Newton demostró con sus experimentos que no era el prisma el que modificaba la luz, sino las propiedades del material que eran diferentes para los distintos colores
El uso creciente de prismas fue concomitante con el descubrimiento del fenómeno de la dispersión de la luz blanca y la comprensión de que está compuesta por un continuo de colores. Fue también a través de este experimento con prismas que se comprendió la inevitabilidad de la aberraciones cromáticas en los telescopios. Desde principios del siglo XIX, las investigaciones sobre el eter fueron cada vez más numerosas, y los experimentos para demostrar su existencia se multiplicaron. En 1810, François Arago intentó observar la diferencia de velocidad de las ondas luminosas en el éter desviando los rayos estelares a través de un prisma a diferentes horas del día. Este experimento fue reinterpretado por Augustin Fresnel que dedujo que el éter sufre un arrastre parcial en medios refractivos como el prisma. En cualquier caso, un siglo de investigación terminó con el abandono de la teoría del éter.

## Ley de Snell en prismas
De acuerdo con la ley de Snell, cuando la luz pasa del aire al vidrio del prisma disminuye su velocidad, desviando su trayectoria y formando un ángulo con respecto a la interfase. Como consecuencia, se refleja y/o se difracta la luz. El ángulo de incidencia del haz de luz, y los índices de refracción del prisma y el aire determinan la cantidad de luz que será reflejada, la cantidad que será refractada o si sucederá exclusivamente alguna de las dos cosas.

## Tipos
- Los prismas reflectantes son los que únicamente reflejan la luz. Como son más fáciles de elaborar que los espejos, se utilizan en instrumentos ópticos como los prismáticos, los monoculares y otros.
- Los prismas dispersivos son usados para descomponer la luz en el espectro del arcoíris, porque el índice de refracción depende de la longitud de onda (ver dispersión); la luz blanca entrando al prisma es una mezcla de diferentes longitudes de onda y cada una se desvía de manera diferente. La luz azul es disminuida a menor velocidad que la luz roja.
- Los prismas polarizadores separan cada haz de luz en componentes de variante polarización.

### Reflectantes
Los prismas reflectantes se utilizan para reflejar la luz, con el fin de voltear, invertir, girar, desviar o desplazar el haz de luz. Suelen utilizarse para erigir la imagen en los binoculares o en las cámaras réflex de un solo objetivo; sin los prismas, la imagen quedaría al revés para el usuario. 
Los prismas reflectantes, que suelen estar hechos de vidrio óptico puro, utilizan la reflexión total interna para conseguir una reflectividad casi perfecta en sus facetas en las que incide la luz bajo un ángulo oblicuo suficientemente alto. En combinación con el revestimiento antirreflectante de las facetas de entrada y salida, esto conduce a una pérdida de luz de un orden de magnitud inferior a la que tienen los espejos metálicos habituales. 
- Número de reflexiones, la imagen se proyecta como volteada (espejada)
  - Reflector de prisma triangular, proyecta la imagen lateralmente (la dispersión cromática es nula en caso de incidencia perpendicular de entrada y salida)
  - Pentaprisma de techo proyecta la imagen lateralmente volteada a lo largo del otro eje
  - Prisma de Dove proyecta la imagen hacia delante
  - Retroreflector de esquina de cubo proyecta la imagen hacia atrás

- Igual número de reflexiones, la imagen se proyecta hacia arriba (sin cambio de mano; puede o no girar)
  - Prisma de Porro proyecta la imagen hacia atrás y desplazada
  - Prisma de Perger-Porro
  - Prisma de Porro-Abbe proyecta la imagen hacia delante, girada 180° y desplazada
  - Prisma Abbe-Koenig proyecta la imagen hacia delante, girada 180° y colineal (4 reflexiones internas [2 reflexiones están en las llanuras del techo])
  - Prisma Bauernfeind proyecta la imagen lateralmente (inclinada 45°)
  - Prisma de techo Amici proyecta la imagen lateralmente
  - Pentaprisma proyecta la imagen lateralmente
  - Prisma Schmidt-Pechan proyecta la imagen hacia delante, girada en 180° (6 reflexiones [2 reflexiones están en las llanuras del techo]]; compuesto por la parte Bauernfeind y la parte Schmidt)
  - Prisma Uppendahl proyecta la imagen hacia delante, girada en 180° y colineal (6 reflejos [2 reflejos están en las llanuras del techo]); compuesto por 3 prismas cementados)

### Dispersivos

Comparación de los espectros obtenidos de una rejilla de difracción por difracción (1), y de un prisma por refracción (2). Las longitudes de onda más largas (rojo) se difractan más, pero se refractan menos que las longitudes de onda más cortas (violeta).

Los prismas dispersivos se utilizan para dividir la luz en los colores espectrales que la componen, ya que el índice de refracción depende de la frecuencia; la luz blanca que entra en el prisma es una mezcla de diferentes frecuencias, cada una de las cuales se desvía de forma ligeramente diferente. La luz azul es más lenta que la roja y, por lo tanto, se doblará más que ésta.
- Prisma triangular
- Prisma de Amici y otros tipos de prisma compuesto
- Prisma de Littrow con espejo en su faceta posterior
- Prisma de Pellin-Broca
- Prisma de Abbe
- Grism, un prisma dispersivo con una rejilla de difracción en su superficie
- Prisma de Féry

La dispersión espectral es la propiedad más conocida de los prismas ópticos, aunque no es el propósito más frecuente de utilizar prismas ópticos en la práctica.

### División del haz
Se pueden depositar varias capas de películas delgadas en la hipotenusa de un prisma en ángulo recto, y cementarlas a otro prisma para formar un cubo separador de haces. 
El rendimiento óptico global de este cubo viene determinado por la fina película. 
En comparación con un sustrato de vidrio habitual, el cubo de vidrio proporciona una protección de la capa fina por ambos lados y una mayor estabilidad mecánica. El cubo también puede eliminar los efectos de etalón, la reflexión lateral y la ligera desviación del haz.
- Filtro de color dicroico forman un prisma dicroico
- Los divisores de haz cúbicos polarizantes tienen una relación de extinción menor que los birrefringentes, pero son menos costosos
- Los espejos parcialmente metalizados proporcionan divisores de haz no polarizantes
- Espacio de aire - Cuando las hipotenusas de dos prismas triangulares se apilan muy cerca una de la otra con espacio de aire, reflexión total interna frustrada en un prisma hace posible acoplar parte de la radiación en una onda de propagación en el segundo prisma. La potencia transmitida cae exponencialmente con la anchura de la rendija, por lo que se puede sintonizar en muchos órdenes de magnitud mediante un tornillo micrométrico.

### Polarizador
Otra clase es la formada por los prismas polarizadores que utilizan la birrefringencia para dividir un haz de luz en componentes de distinta polarización. En las regiones visibles y ultravioleta, tienen pérdidas muy bajas y su relación de extinción suele ser superior a {\displaystyle 10^{5}:1}, lo que es superior a otros tipos de polarizadores. Pueden o no emplear la reflexión interna total;
- Una polarización se separa por reflexión interna total:
  - Prisma de Nicol
  - Prisma de Glan-Foucault
  - Prisma de Glan-Taylor, una variante de alta potencia que también se denota como prisma Glan-láser
  - Prisma de Glan-Thompson

- Una polarización se desvía sólo por la refracción diferente: 
  - Prisma de Rochon
  - Prisma de Sénarmont

- Ambas polarizaciones se desvían por refracción: 
  - Prisma de Wollaston
  - Prisma de Nomarski - una variante del prisma de Wollaston con ventajas en microscopía.

- Las dos polarizaciones permanecen paralelas, pero están separadas espacialmente: 
  - Desplazadores del haz de polarización, típicamente hechos de un grueso cristal anisotrópico con facetas paralelas al plano.

Suelen estar hechos de un material cristalino birrefringente como la calcita, pero otros materiales como el cuarzo y el borato de bario beta α-BBO pueden ser necesarios para aplicaciones UV, y otros (MgF2, YVO4 y TiO2 ampliarán la transmisión hasta el rango espectral del infrarrojo.

### Depolarizador
Los cristales birrefringentes también pueden ensamblarse de manera que se produzca una despolarización aparente de la luz.
- Depolarizador de Cornu
- Depolarizador de Lyot

Obsérvese que la despolarización no se observaría para una onda plana monocromática ideal, ya que en realidad ambos dispositivos convierten la reducción de la coherencia temporal o la coherencia espacial, respectivamente, del haz en descoherencia de sus componentes de polarización.

### Otros
Sin embargo, los prismas hechos de material isotrópico como el vidrio también alterarán la polarización de la luz, ya que reflexión parcial bajo ángulos oblicuos no mantiene la relación de amplitud (ni la fase) de las componentes s- y p-polarizadas de la luz, lo que lleva a una polarización elíptica general. Este es generalmente un efecto no deseado de los prismas dispersivos. En algunos casos puede evitarse eligiendo una geometría de prisma en la que la luz entre y salga bajo un ángulo perpendicular, mediante la compensación a través de una trayectoria de luz no plana, o mediante el uso de luz p-polarizada.
La reflexión total interna sólo altera la fase mutua entre la luz polarizada s y p. Bajo un ángulo de incidencia bien elegido, esta fase es cercana a {\displaystyle \pi /4}. 
- Rombo de Fresnel utiliza este efecto para lograr la conversión entre la polarización circular y la lineal. Esta diferencia de fase no depende explícitamente de la longitud de onda, sino sólo del índice de refracción, por lo que los rombos de Fresnel fabricados con vidrios de baja dispersión consiguen un rango espectral mucho más amplio que las placas de un cuarto de onda. Sin embargo, desplazan el haz.
- El rombo de Fresnel doble, con reflexión cuádruple y desplazamiento cero del haz, sustituye a una placa de media onda.
- También se puede utilizar un efecto similar para hacer una óptica que mantenga la polarización.

## Uso en fotografía
El uso de la refracción de la luz mediante el uso de prismas (geometría) se está haciendo cada vez más popular en la fotografía creativa, tanto que ha surgido el término prisming como moda fotográfica. De esta forma, se crean rayos de luz de los diferentes colores del arcoíris o reflejos de tonos blancos, azulados o anaranjados dependiendo de la temperatura de color ambiente en función de la luz utilizada o de la hora solar. Esta serie de reflejos crean un clima luminoso.
Su principal uso se sitúa en la fotografía de retrato y fotografía artística, sobre todo en eventos especiales como bodas. Uno de los principales fotógrafos experto en esta técnica fotográfica es Sam Hurd, fotógrafo americano que ha retratado a famosos como Morgan Freeman, George Clooney o Donald Trump.